# Haglli Indijanci
Haglli, Yuman pleme, vjerojatno lokalna skupina Halyikwamai (Halliguamayas, Quigyuma) Indijanaca koja je živjela 1604./1605. godine na 5 rancherija između Kohuana i Kikima na donjem toku rijeke Colorado. Razni autori spominju ih kao Haclli, Haglli i Tlaglli. Nestali su.

## Vanjske poveznice
- H Unknown Location Indian Villages, Towns and Settlements